# San Ignacio de Velasco

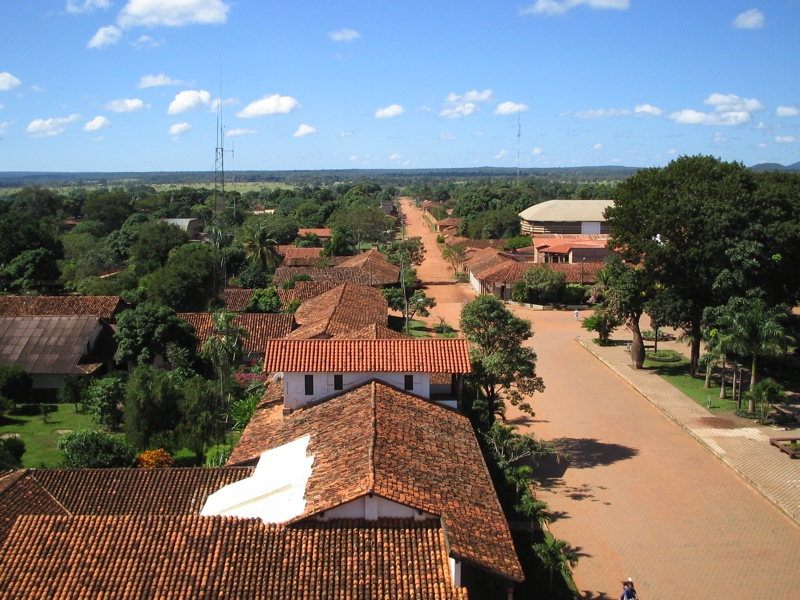
San Ignacio

San Ignacio är huvudstad i provinsen José Miguel de Velasco i departementet Santa Cruz i Bolivia. Staden, som har en beräknad folkmängd av 25 149 invånare (2008), ligger 410 meter över havet, 476 kilometer utanför Santa Cruz i bergsområdet nära Paraguayfloden. Efter Santa Cruz är San Ignacio de Valesco den stad i departementet som har den snabbaste befolkningsökningen. Medeltemperaturen i staden är 25 grader Celsius.
San Ignacio är den största staden i provinsen samt den största staden mellan Santa Cruz och den brasilianska gränsen. Den ligger vid en handgrävd sjö som förser staden med vatten.
Topografin är kuperad med dalar och bergiga områden. Regionen har en rik flora och fauna som kan ses i nationalparken Noel Kempff Mercado. I staden finns även ett jesuittempel som finns på UNESCOS världsarvslista.
Det vanligaste språket är spanska men tack vare närheten till den brasilianska gränsen, talas även portugisiska. Det största indianspråket i San Ignacio och dess omgivningar är chiquitano. Nästan alla människor i San Ignacio är indianer eller mestizo. Det finns även tyska immigranter och mennoniter.